# George Welshman Owens
George Welshman Owens, född 29 augusti 1786 i Savannah, Georgia, död där 2 mars 1856, var en amerikansk demokratisk politiker. Han var ledamot av USA:s representanthus 1835–1839. 
Owens studerade juridik i London och inledde sin karriär som advokat i Savannah. År 1815 gifte han sig med Sarah Wallace. Han var Savannahs borgmästare 1832–1833. I kongressvalet 1834 blev han invald i USA:s representanthus med omval två år senare.
Owens avled 1856 och gravsattes på Laurel Grove Cemetery i Savannah.